# Globtroter Grover
Globtroter Grover – amerykański serial animowany, wyemitowano trzydzieści pięciominutowych odcinków.

## Opis fabuły
W swoim programie Global Grover wspomina swoje podróże dookoła świata, pokazując filmy m.in. o Indiach, Tybecie, Bangladeszu, Anglii, Francji. W każdym filmie występują dzieci, które starają się przybliżyć kulturę i obyczaje swoich krajów.
Według Sesame Workshop film został wymyślony, by promować zrozumienie i szacunek dla innych kultur w specyficznym, dziecięcym rozumieniu. Przybliża widzom nowe zwyczaje, tradycje i życie codzienne za granicą. Global Grover nie tylko mówi o różnicach, ale stara się podkreślać to, co łączy wszystkie dzieci na świecie.

## Wersja polska
Opracowanie wersji polskiej: na zlecenie MiniMini – Start International Polska

Reżyseria: Paweł Galia

Dialogi polskie:
- Anna Niedźwiecka,
- Agnieszka Farkowska

Dźwięk i montaż: Jerzy Wierciński

Kierownik produkcji: Anna Kuszewska

W roli Grovera: Janusz Zadura

## Spis odcinków
1. Angola
2. Jordania
3. Meksyk I
4. Bangladesz
5. Argentyna
6. Alaska
7. Australia
8. Meksyk II